# Rose Bella
Pour les articles homonymes, voir Bella.
Rose Bella, née le 5 mai 1994, est une footballeuse internationale camerounaise évoluant au poste d'attaquante.

## Carrière

### Carrière en club
Rose Bella commence sa carrière en deuxième division au Vital Sport de Mbalmayo. Elle joue ensuite au Femina Sport d'Ebolowa, à l'AS Police de Yaoundé et aux Amazones FAP avant de rejoindre le club nigérian des Sunshine Queens. Elle revient ensuite au Cameroun, jouant aux Louves Minproff, puis devient joueuse du Malabo King en Guinée équatoriale en décembre 2020.

### Carrière en sélection
Elle évolue en équipe du Cameroun depuis 2014, comptant 21 sélections au 5 octobre 2021. Elle est finaliste du Championnat d'Afrique 2014 et huitième-de-finaliste de la Coupe du monde 2015.
Elle est appelée en équipe du Cameroun pour disputer la Coupe d'Afrique des nations 2022.

## Palmarès
Cameroun
- Championnat d'Afrique
  - Finaliste en 2014[1]